# 글리제 542
HD 125072(글리제 542)는 센타우루스자리 방향에 있는 분광형 K3IV의 오렌지색 준거성이다. 이 별의 우주 속도 요소는 U=−18.5, V=−6.9, W=−26.9 km/s이다. 화학적 조성 및 운동학적 자료에 의하면 이 별의 나이는 약 100억 년으로 추정된다.

## 참고 문헌
1. 1 2 3 4 5  “SIMBAD query result: LHS 2892 -- High proper-motion Star”. Centre de Données astronomiques de Strasbourg. 2008년 4월 9일에 확인함.
2. ↑  Perrin, M.-N.; Cayrel de Strobel, G.; Dennefeld, M. (1988). “High S/N detailed spectral analysis of four G and K dwarfs within 10 PC of the sun”. 《Astronomy and Astrophysics》 191 (2): 237–247. 2008년 4월 9일에 확인함.
3. ↑  Lachaume, R.; Dominik, C.; Lanz, T.; Habing, H. J. (1999). “Age determinations of main-sequence stars: combining different methods”. 《Astronomy and Astrophysics》 348: 897–909. 2008년 4월 9일에 확인함.